# Ходзьо Соун
Ходзьо Соун (яп. 北條早雲; 1432 — 8 вересня 1519) — японський самурайський військовий та політичний діяч, даймьо кінця періоду Муроматі. Голова роду Ґо-Ходзьо.

## Життєпис
Про родину відомо замало. Був пов'язаний з Хейдзі з Ісе, бо спочатку носив ім'я Ісе Морітокі. У роки смути Онін, близько 1475 року, втік в провінцію Суруга і вступив на службу клану Імагава до свого родича Імагава Йосітада.
 
Після смерті Йосітада у 1476 році у сімейній сварці Сінкуро підтримав свого небожа Йосітіка, який в подяку за допомогу подарував йому замок Кококудзі, загін самураїв і право використовувати ієрогліф зі свого імені. Тепер колишній послушник Сінкуро був наближеним одного з найсильніших феодалів і комендантом замку на ім'я Ісе Нагаудзі.
У 1490 році, коли Асікага Тадамару, син даймьо сусідньої провінції Ідзу, вбив свого батька, матір і молодшого брата, призначеного спадкоємцем. Недовго идумаючи, Нагаудзі зі своїм загоном оточив батьковбивцю в замку Хорігое, де той і покінчив з життям. Васали Асікага приєдналися до Нагаудзі, який успадкував всю провінцію. Тоді ж одружив свого сина Удзіцуна на представниці знатної родини Ходзьо і взяв собі це прізвище. З цього моменту веде історію рід Ґо-Ходзьо.
Після цього вирішив захопити важливий замок Одаварі. Тому спочатку затоваришував з господарем замку — даймьо Оморі Фудзійорі. У 1495 році запросив Оморі на оленяче полювання, де і вбив останнього. Того ж року захопив провінцію Сагамі. Наприкінці життя прийняв чернецтво та нове ім'я Соун (Швидка хмара). Своїм нащадкам залишив добре навчену армію, що допомогло перемогти клан Уесуґи і розширити свої володіння до восьми провінцій.

## Творчість
У доробку Ходзьо Соуна є праця «21 правило Ходзьо Соун», що являє собою сімейний кодекс. Його було складено для сина Соуна. «21 правило Ходзьо Соун» були написані незабаром після того, як Ходзьо Соун став ченцем, є відображенням усього його життєвого досвіду. Правила встановлюють поведінку, норми життя простого воїна і свідчать про те, що їх автор був добре знайомий з низами суспільства. Спектр пропонованих порад надзвичайно широкий: від заклику до вивчення поезії, оволодіння досконало мистецтвом верхової їзди і заборони на гру в шахи та го до настанов, як краще захищати будинок і підтримувати в ньому порядок. Правила пронизані духом впевненості в собі, що стала наслідком властивої Ходьое Соуну ретельності у всьому, так і відображенням його життєвого шляху.